# اچ‌ام‌اس بریسک (۱۸۵۱)
اچ‌ام‌اس بریسک (۱۸۵۱) (به انگلیسی: HMS Brisk (1851)) یک کشتی بود که طول آن ۱۹۳ فوت ۷ ۱⁄۴ اینچ (۵۹٫۰ متر) بود. این کشتی در سال ۱۸۵۱ ساخته شد.